# 瘤果紫玉盘
瘤果紫玉盘（学名：Uvaria kweichowensis）是番荔枝科紫玉盘属的植物，是中国的特有植物。分布于中国大陆的贵州等地，生长于海拔1,000米的地区，多生长于山地林谷中，目前尚未由人工引种栽培。
其种加词“kweichowensis”意为“贵州的”。